# Victor Duvant
Victor Duvant (ur. 3 marca 1889 w Valenciennes, zm. 13 września 1963 tamże) – francuski gimnastyk, medalista olimpijski.
W 1920 r. reprezentował barwy Francji na letnich igrzyskach olimpijskich w Antwerpii, zdobywając brązowy medal w wieloboju drużynowym. 